# Кондратьєвський
Кондра́тьєвський (рос. Кондратьевский) — селище у складі Алейського району Алтайського краю, Росія. Входить до складу Кіровської сільської ради.

## Населення
Населення — 89 осіб (2010; 201 у 2002).
Національний склад (станом на 2002 рік):
- росіяни — 90 %